# Señal

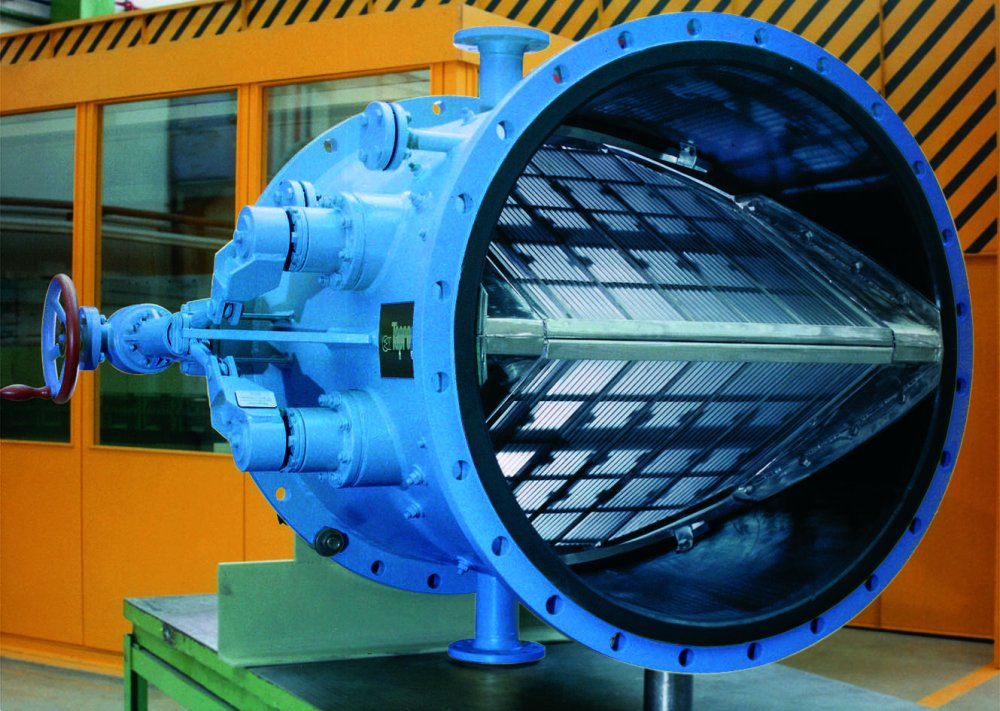
Foco para comunicación mediante señales luminosas.

Una señal es un signo, un gesto u otro tipo de informe o aviso de algo. La señal sustituye, por lo tanto, a la palabra escrita o al lenguaje. Ellas obedecen a convenciones, por lo que son fácilmente interpretadas.
Cuando se trata de símbolos, las señales están colocadas en lugares visibles y están realizadas normalmente en diversos colores y formas. En el caso de los gestos, son hechas por las personas mediante las manos y los brazos. También hay indicaciones consistentes en banderas, utilizadas sobre todo en la navegación marítima, y señales luminosas, como las de los faros en las costas.
Así mismo, una señal puede ser también la variación de una corriente eléctrica, u otra magnitud física que se utiliza para transmitir información. Por ejemplo, en telefonía existen diferentes señales, que consisten en un tono continuo o intermitente, en una frecuencia característica, que permite conocer al usuario en qué situación se encuentra la llamada.
Según Escandell Vidal, una señal es una modificación perceptible del entorno producida para comunicar. Podemos utilizar como señales cualquier tipo de estímulo externo como: expresiones lingüísticas, gestos, dibujos, chasquidos, entre otros.

## Tipos de señales
- Señal eléctrica
- Señal analógica
- Señal digital
- Señal (informática)
- señales de banderas marítimas
- Señales de ferrocarril
- señales de seguridad
- Señales de tráfico